# Antelope Canyon
O Antelope Canyon (em português: Desfiladeiro do Antílope) é um dos cânions estreitos mais visitados e fotografados do Sudoeste americano. 
Está localizado nas terras da nação navaja, no Arizona. 
O Antelope Canyon consiste em duas formações separadas, referidas individualmente como Upper Antelope Canyon (Antelope Canyon Superior) e Lower Antelope Canyon (Antelope Canyon Inferior).